# International Belgian Open
De International Belgian Open is een sinds 2013 jaarlijks terugkerende competitie in het Baanwielrennen gehouden in het Vlaams Wielercentrum Eddy Merckx te Gent.

## 2015
Op zaterdag 14 en zondag 15 november staat de derde editie van de International Belgian Open op het programma. De wedstrijd geld voor vele deelnemers als de ultieme voorbereiding op de Zesdaagse van Vlaanderen-Gent, die twee dagen later begint.

### Mannen
| Onderdeel     | Goud | Goud                         | Zilver | Zilver                      | Brons | Brons                         |
| ------------- | ---- | ---------------------------- | ------ | --------------------------- | ----- | ----------------------------- |
| Achtervolging | KAZ  | Artyom Zakharov              | GBR    | Germain Burton              | FRA   | Thomas Boudat                 |
| Keirin        | FRA  | Charlie Conord               | CZE    | Robin Wagner                | FRA   | sébastien Vigier              |
| Koppelkoers   | FRA  | Thomas Boudat Morgan Kneisky | GBR    | Germain Burton Mark Stuwart | BEL   | Kenny De Ketele Jules Hesters |
| Puntenkoers   | FRA  | Benjamin Thomas              | GBR    | Mark Stuwart                | BEL   | Gijs Van Hoecke               |
| Scratch       | FRA  | Thomas Boudat                | GBR    | Mark Stuwart                | UKR   | Roman Gladysh                 |
| Sprint        | GER  | Eric Engler                  | ESP    | Sergio Aliaga               | FRA   | Benjamin Edelin               |

### Vrouwen
| Onderdeel     | Goud | Goud               | Zilver | Zilver                | Brons | Brons              |
| ------------- | ---- | ------------------ | ------ | --------------------- | ----- | ------------------ |
| Achtervolging | POL  | Malgorzata Wojtyra | FRA    | Elise Delzenne        | UKR   | Ganna Solovei      |
| Keirin        | BEL  | Nicky De Grendele  | FRA    | Mélissandre Pain      | ITA   | Maila Andreotti    |
| Puntenkoers   | FRA  | Pascale Jeuland    | NOR    | Anita Yvonne Stenberg | POL   | Malgorzata Wojtyra |
| Scratch       | FRA  | Elise Delzenne     | POL    | Malgorzata Wojtyra    | UKR   | Ganna Solovei      |
| Sprint        | USA  | Maddy Godby        | LTU    | Migle Marozaite       | FRA   | Mélissandre Pain   |

## 2014
Van 15 tot 16 november 2014 zal de 2de editie van de International Belgian Open doorgaan.

### Mannen
| Onderdeel     | Goud    | Goud                        | Zilver | Zilver                        | Brons | Brons                        |
| ------------- | ------- | --------------------------- | ------ | ----------------------------- | ----- | ---------------------------- |
| Achtervolging | BEL     | Dominique Cornu             | GBR    | Matthew Gibson                | FRA   | Corentin Ermenault           |
| Koppelkoers   | BEL NED | Kenny De Ketele Roy Pieters | BEL    | Otto Vergaerde Moreno De Pauw | RUS   | Ivan Savitsky Viktor Manakov |
| Omnium        | FRA     | Thomas Boudat               | KAZ    | Artyom Zakharov               | ESP   | Sebastián Mora               |
| Puntenkoers   | BEL     | Otto Vergaerde              | BEL    | Kenny De Ketele               | GBR   | Chris Lawless                |
| Scratch       | BEL     | Otto Vergaerde              | GBR    | Matthew Gibson                | FRA   | Julien Duval                 |

### Vrouwen
| Onderdeel     | Goud | Goud             | Zilver | Zilver           | Brons | Brons              |
| ------------- | ---- | ---------------- | ------ | ---------------- | ----- | ------------------ |
| Achtervolging | ITA  | Silvia Valsecchi | FRA    | Elise Delzenne   | BEL   | Lotte Kopecky      |
| Omnium        | BEL  | Jolien D'Hoore   | LTU    | Ausrine Trebaite | ITA   | Annalisa Cucinotta |
| Puntenkoers   | FRA  | Elise Delzenne   | BEL    | Kelly Druyts     | ITA   | Giorgia Bronzini   |
| Scratch       | ITA  | Giorgia Bronzini | FRA    | Soline Lamboley  | BEL   | Kelly Druyts       |
| Sprint        | FRA  | Olivia Montauban | FRA    | Mélissandre Pain | BEL   | Nicky Degrendele   |

## 2013
De editie van 2013 was de allereerste editie van de International Belgian Open. Deze werd gehouden op 6 en 7 september

### Mannen
| Onderdeel     | Goud | Goud                            | Zilver | Zilver                     | Brons | Brons                      |
| ------------- | ---- | ------------------------------- | ------ | -------------------------- | ----- | -------------------------- |
| Achtervolging | NED  | Jenning Huizenga                | BEL    | Dominique Cornu            | GBR   | Steven Burke               |
| Koppelkoers   | BEL  | Kenny De Ketele Jasper De Buyst | BEL    | Tim Mertens Jonas Rickaert | GBR   | Mark Cavendish Owain Doull |
| Omnium        | BEL  | Jasper De Buyst                 | NED    | Tim Veldt                  | GBR   | Jonathan Dibben            |
| Puntenkoers   | BEL  | Kenny De Ketele                 | NED    | Jesper Asselman            | BEL   | Jonas Rickaert             |
| Scratch       | NED  | Wim Stroetinga                  | GBR    | Mark Cavendish             | BEL   | Moreno De Pauw             |

### Vrouwen
| Onderdeel     | Goud | Goud            | Zilver | Zilver           | Brons | Brons              |
| ------------- | ---- | --------------- | ------ | ---------------- | ----- | ------------------ |
| Achtervolging | GBR  | Joanna Rowsell  | GBR    | Katie Archibald  | IRL   | Caroline Ryan      |
| Omnium        | ESP  | Leire Olaberria | BEL    | Jolien D'Hoore   | ITA   | Annalisa Cucinotta |
| Puntenkoers   | GBR  | Katie Archibald | USA    | Elizabeth Newell | NED   | Kelly Markus       |
| Scratch       | ESP  | Leire Olaberria | NED    | Kelly Markus     | BEL   | Kelly Druyts       |